# Tularia bractea
Tularia bractea es una especie de molusco gasterópodo de la familia Flabellinidae.

## Distribución geográfica
Se encuentra  en Nueva Zelanda.